# Plectris longeantennata
Plectris longeantennata är en skalbaggsart som beskrevs av Frey 1967. Plectris longeantennata ingår i släktet Plectris och familjen Melolonthidae. Inga underarter finns listade i Catalogue of Life.